# Donald Glover
Donald McKinley Glover (Vojna zrakoplovna baza Edwards, Kalifornija, SAD, 25. rujna 1983.), poznatiji kao Childish Gambino je američki glumac, reper, pisac i komičar.
Prvi puta je zapažen sa svojom skeč komedijom Derrick Comedy. Najpoznatiji je po tome što je pisac za televizijsku komediju 30 Rock. Također je poznat po ulozi Troyja Barnesa u seriji Community. Godine 2011. potpisao je ugovor s diskografskom kućom Glassnote Records, te je započeo svoju glazbenu karijeru pod pseudonimom Childish Gambino. Prvi studijski album Camp je objavio 15. studenog 2011. godine.
Glover trenutno nastupa u televizijskoj seriji Atlanta čiji je također kreator i povremeni redatelj. Za svoj rad na seriji Glover je osvojio mnogobrojna priznanja uključujući i prestižnu nagradu Emmy u kategorijama najboljeg glumca u humorističnoj seriji te redatelja u humorističnoj seriji. Također je osvojio i nagradu Zlatni globus u kategoriji najboljeg glavnog glumca (mjuzikl/komedija).

## Raniji život i obrazovanje
Donald Glover je rođen pod punim imenom Donald McKinley Glover, 25. rujna 1983. godine u Vojnoj zrakoplovnoj bazi Edwards, Kalifornija. Majka Beverly Glover (djevojački Smith) i otac Donald Glover, Sr. odgajali su ga u Stone Mountainu, Georgia. Suprotno glasinama, Donald nije u srodnoj vezi s glumcem Dannyjem Gloverom. Osim biološkog brata Stephena i sestre Brianne, odrastao je uz djecu koju su posvojili njegovi roditelji. Pohađao je osnovnu školu Rockbridge, srednju školu Lakeside, te kasnije umjetničku školu DeKalb. Nakon toga pohađao je sveučilište u New Yorku, gdje je diplomirao u dramskom pisanju 2006. godine.

## Filmografija

### Filmovi
- Channel 101 (2006.)
- Mystery Team (2009.)
- Robot Chicken: Star Wars Episode III (2010.)
- The Muppets (2011.)
- The To Do List (2013.)
- Alexander and the Terrible, Horrible, No Good, Very Bad Day (2014.)
- The Lazarus Effect (2015.)
- Magic Mike XXL (2015.)
- Marsovac (2015.)

### Televizija
- Late Night with Conan O'Brien (2005.)
- 30 Rock (2006. – 2008., 2012.)
- Bronx World Travelers (2007.)
- Human Giant (2007.)
- Community (2009. - 2015.)
- Comedy Central Presents (2010.)
- Woodie Awards (2011.)
- Late Night with Jimmy Fallon (2011.)
- Conan (2011.)
- Regular Show (2011.)
- Weirdo (2011.)
- Late Show with David Letterman (2011.)
- Hip Hop Squares (2012.)
- Girls (2013.)
- Sesame Street (2013.)
- Adventure Time (2013.)
- Ultimate Spider-Man (2014.)
- Atlanta (2015.)

## Diskografija

### Studijski albumi
- Camp (2011.)
- Because the Internet (2013.)

### Nezavisni albumi
- Sick Boi (2008.)
- Poindexter (2009.)
- Culdesac (2010.)
- STN MTN (2014.)

### EP-ovi
- EP (2011.)
- Kauai (2014.)

### Miksani albumi
- I Am Just a Rapper (2010.)
- I Am Just a Rapper 2 (2010.)
- Royalty (2012.)

## Vanjske poveznice

### Službene stranice
- Službena stranica - Donald Glover
- Službena stranica - Childish Gambino
- Donald Glover na Twitteru
- Donald Glover na Facebooku
- Donald Glover na Instagramu

### Profili
- Donald Glover na Allmusicu
- Donald Glover na Discogsu
- Donald Glover na Billboardu
- Donald Glover  Arhivirana inačica izvorne stranice od 12. svibnja 2012. (Wayback Machine) na MTV
- Donald Glover[neaktivna poveznica] na Yahoo! Musicu
- Donald Glover na Internet Movie Databaseu